# 39

## Narození
- 3. listopadu – Marcus Annaeus Lucanus, římský básník († 30. dubna 65)
- 30. prosince – Titus, římský císař († 13. září 81)

## Hlava státu
- Papež – Petr (cca 30 – 64/65/66/67)
- Římská říše – Caligula (37–41)
- Parthská říše – Vardanés (38/39–45)
- Kušánská říše – Kudžúla Kadphises (30–90)
- Čína, dynastie Chan (206 př. n. l. – 220 n. l.) – Kuang Wu-ti (25–57)